# Paramollicia distans
Paramollicia distans är en kräftdjursart som först beskrevs av G. W. Müller 1906.  Paramollicia distans ingår i släktet Paramollicia och familjen Halocyprididae. Inga underarter finns listade i Catalogue of Life.